# کالین بوند
کالین بوند (انگلیسی: Colin Bond؛ زادهٔ ۲۴ فوریهٔ ۱۹۴۲) راننده رالی، و راننده خودروی مسابقه‌ای اهل استرالیا بود.